# Новик (Коми)
Новик — деревня в Корткеросском районе республики Коми в составе сельского поселения Подъельск.

## География
Расположена на правом берегу Вычегды примерно в 60 км по прямой на восток от районного центра села Корткерос.

## История
Официальная дата основания 1719 год.

## Население
Постоянное население  составляло 36 человек (коми 97%) в 2002 году, 18 в 2010 .